# 岡田善同
岡田 善同（おかだ よしあつ）は、戦国時代の武将。江戸時代初期の美濃国の旗本・美濃国代官（美濃郡代）。下切館主。岡田重善の子。兄に重孝があり、子に善政がある。官職は伊勢守。子の善政とともに岡田将監（おかだしょうげん）を名乗っている。

## 略歴
尾張国生まれという。織田信長に仕えた。兄・重孝は信長の次男・織田信雄の重臣であったが、小牧・長久手の戦いの際秀吉との内通を疑われて信雄に謀殺されている。善同は佐々成政に仕官、肥後国人一揆平定戦などに活躍したが、佐々家の改易により浪人となる。朝鮮出兵には小西行長の配下として出陣するが、その後徳川家康に仕える。慶長5年（1600年）の関ヶ原の戦いでは東軍の加藤清正の軍で戦功をあげる。この功績により、5,000石の旗本となる。また美濃国幕府領の代官となり、可児郡下切（現可児市）に下切館を構える。
徳川家康の信任が厚く、名古屋城築城普請奉行、大坂の陣の陣奉行、山田奉行として伊勢神宮造営にも尽力する。慶長18年（1613年）から寛永6年（1629年）には美濃国代官（美濃郡代）となり、治水奉行として尾張国の御囲堤築堤のさいの美濃国側の工事を指揮する。
農民保護政策や治水事業に力を入れ、美濃国の独自の国役普請制度である「濃州国法」の原型をつくる。猿尾堤を発案した人物という（岡田善政の説もある）。
寛永8年（1631年）には5,300石の旗本となり、揖斐陣屋を設置する。
岐阜県中津川市千旦林三ツ家の中山道の北に「ショウグン塚」と呼ばれ五輪塔があり、ここより西には「将監乗馬の塚」があり、地名を「岡田ヶ峰」という。ここは岡田将監(善同)の関係する場所であったと考えられる。
大正6年（1917年）、正五位を追贈された。

## きしめんとの関係
愛知県名古屋市の名物であるきしめんの名前の由来の説の一つとして、「雉子麺」（きじめん）からであるというのがある。ある説では、岡田善同が名古屋城築城普請奉行の時代、部下が雉子の肉を平らな麺にのせたものを献上し、それをたいそう褒めたという。後に雉子肉はなくなり、平らな麺のみが雉子麺からきしめんと呼ばれるようになったという。

### 小説
- 海音寺潮五郎『戦国兄弟』(文春文庫)･『かぶき大名　歴史小説傑作集２』収録)2003年